# Abitibi-Ouest
Pour les articles homonymes, voir Abitibi-Ouest (circonscription provinciale) et Abitibi (homonymie).
Abitibi-Ouest est une municipalité régionale de comté (MRC) de la province de Québec situé dans la région administrative de l'Abitibi-Témiscamingue, créée le 1er janvier 1982. Son chef-lieu et la ville la plus peuplée est La Sarre.

## Géographie
La MRC d'Abitibi-Ouest est bornée au nord par la Jamésie (Nord-du-Québec), à l'est par la MRC d'Abitibi, au sud par Rouyn-Noranda et à l'ouest par le district de Cochrane en Ontario Le relief de la MRC, qui fait partie de la plaine argileuse de l'Abitibi, est plat. Le territoire est ponctué de plusieurs plans d'eau comme les lacs Abitibi, Macamic et Duparquet.

### Entités territoriales
La MRC est constituée de vingt-et-une municipalités locales et de deux territoires non organisés.
| Nom                         | Statut                   | Population 2021 | Superficie (km2) | Densité (h/km2) | Ref. |
| --------------------------- | ------------------------ | --------------- | ---------------- | --------------- | ---- |
| Authier                     | Municipalité             | 290             | 143,42           | 2,02            |      |
| Authier-Nord                | Municipalité             | 288             | 279,94           | 1,03            |      |
| Chazel                      | Municipalité             | 254             | 133,96           | 1,9             |      |
| Clermont                    | Municipalité de canton   | 484             | 157,45           | 3,07            |      |
| Clerval                     | Municipalité             | 373             | 130,93           | 2,85            |      |
| Duparquet                   | Ville                    | 716             | 123,57           | 5,79            |      |
| Dupuy                       | Municipalité             | 940             | 121,6            | 7,73            |      |
| Gallichan                   | Municipalité             | 488             | 73,89            | 6,6             |      |
| La Reine                    | Municipalité             | 307             | 97,93            | 3,13            |      |
| La Sarre                    | Ville                    | 7 358           | 148,5            | 49,55           |      |
| Lac-Duparquet               | Territoire non organisé  | 0               | 114,82           | 0               |      |
| Macamic                     | Ville                    | 2 744           | 202,7            | 13,54           |      |
| Normétal                    | Municipalité             | 778             | 55,68            | 13,97           |      |
| Palmarolle                  | Municipalité             | 1 386           | 117,98           | 11,75           |      |
| Poularies                   | Municipalité             | 662             | 168,2            | 3,94            |      |
| Rapide-Danseur              | Municipalité             | 380             | 175,56           | 2,16            |      |
| Rivière-Ojima               | Territoire non organisé  | 60              | 356,56           | 0,17            |      |
| Roquemaure                  | Municipalité             | 409             | 120,86           | 3,38            |      |
| Saint-Lambert               | Municipalité de paroisse | 191             | 101,3            | 1,89            |      |
| Sainte-Germaine-Boulé       | Municipalité             | 941             | 110,33           | 8,53            |      |
| Sainte-Hélène-de-Mancebourg | Municipalité de paroisse | 410             | 68,71            | 5,97            |      |
| Taschereau                  | Municipalité             | 898             | 250,72           | 3,58            |      |
| Val-Saint-Gilles            | Municipalité             | 169             | 109,74           | 1,54            |      |
| Total                       | Total                    | 20 526          | 3 334,92         | 6,15            |      |

## Démographie
Au recensement du Canada de 2011, la MRC compte 21 003 habitants pour une densité de population  de 6,3 hab./km2. La population a crû de 1,0 % entre 2006 et 2011. Le nombre total de logements habités par des habitants permanents est de 9 698 en plus de 684 autres dont une grande partie sont des résidences secondaires.
| 1991   | 1996   | 2001   | 2006   | 2011   | 2016   | 2021   |
| ------ | ------ | ------ | ------ | ------ | ------ | ------ |
| 24 109 | 23 571 | 21 984 | 20 792 | 21 003 | 20 538 | 20 526 |

## Histoire

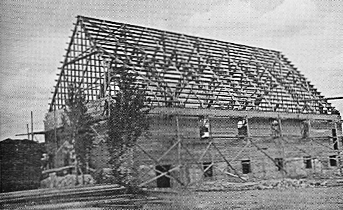
Construction de l'église de Normétal

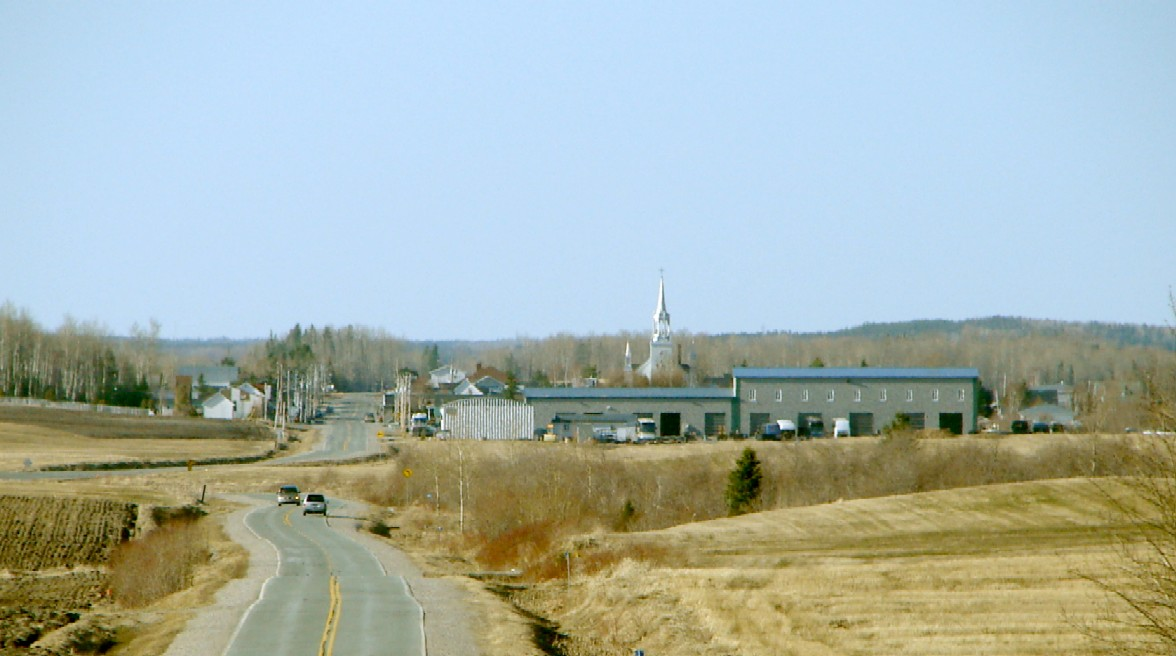
Sainte-Germaine-Boulé

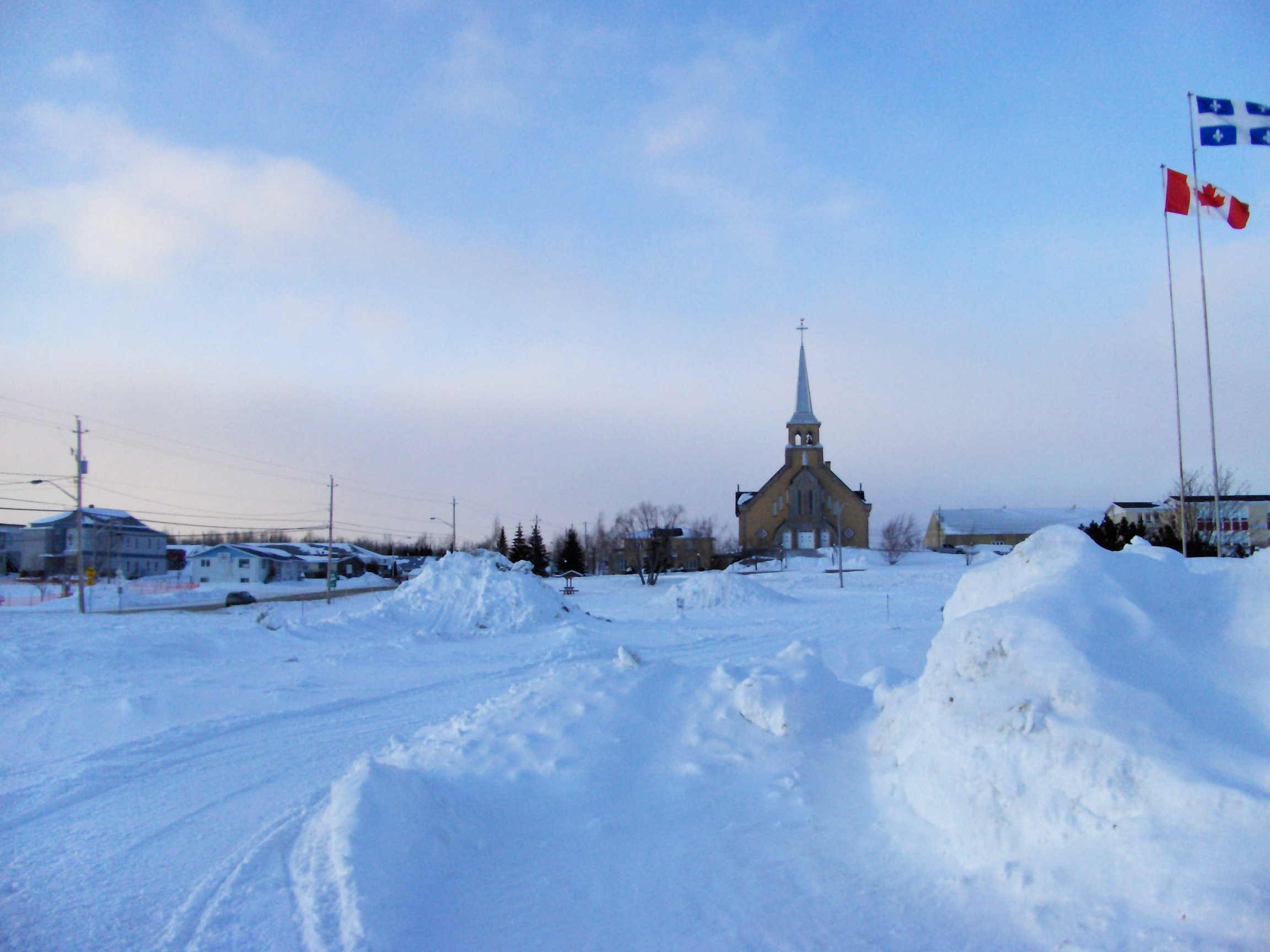
Dupuy

La MRC est instituée en 1982, succédant, avec la MRC voisine d'Abitibi, à l'ancien comté d'Abitibi Le toponyme provient de l'algonquin « âpihtô », qui signifie « eaux médianes » et de la situation géographique de la MRC dans la région.

## Administration
La MRC fait partie de la circonscription électorale d'Abitibi-Ouest à l'Assemblée nationale du Québec et de Abitibi-Témiscamingue à la Chambre des communes du Canada.
- Commission scolaire du Lac-Abitibi

## Économie
La base économique régionale est l'industrie forestière et la production laitière.

## Culture
À la ville de La Sarre, les touristes peuvent visiter le Centre d'art, lequel se situe dans la Maison de la Culture de La Sarre. Ce bâtiment comprend aussi la Bibliothèque municipale Richelieu de même que le Théâtre Lilianne-Perrault.
La MRC d'Abitibi-Ouest est composée de 4 institutions muséales: le Centre d'art, le Centre d’interprétation de la foresterie, la Société d'histoire et du patrimoine de la région de La Sarre, ainsi que l’École du rang II d’Authier.

### Festivales
Dans cette région, il y a le Festival des langues sales qui se passe, avec plusieurs porte-parole, humoristes, conteurs, etc. du Québec. 

### Artistes

#### Arts visuels
- Jacques Baril (sculpteur), Sculpteur[10]
- Huguette Caron
- Renée Cournoyer
- Liliane Gagnon
- Chantal Godbout
- Roger Pelerin[11]

#### Arts de la scène
- Adam Brousseau, Musicien[12]
- Stephen Burman, Musicien
- Sébastien Greffard, Musicien
- Francis Greffard, Musicien (Multidisciplinaires)
- Lubik[13]

#### Littératures et contes
- Jessy Gaumond

#### Artisans
- Michel Drapeau

#### Sports
- Les frères Rancourt
- Rogatien Vachon
- Éric Naud
- Frederic Bédard
- Benoit Genesse
- Keven Larouche
- Nathan Darveau
- Samuel Naud